# Esztergályhorváti
Esztergályhorváti község Zala vármegyében, a Keszthelyi járásban.

## Fekvése
A Zalai-dombság délkeleti részén, a Zala folyótól nyugatra, a Kis-Balaton északi szájánál található. A települést a Galambok–Zalaapáti közti 7522-es út keresztezi, amelyből déli határszélén a Zalavárról kiágazó 7512-es út, déli külterületén a Bárándi-patak mentén az Egeraracsa–Dióskál-Pacsa közt húzódó 7526-os út, belterületén pedig a Nagyhorváti településrészre vezető 75 122-es számú bekötőút ágazik ki. A település Keszthely, Nagykanizsa, Pacsa és Zalakaros irányából autóbuszon rendszeresen elérhető, de Zalaegerszegre is járnak járatok innen.

## Története
A település területe a 9. században a Zalavár környékén kialakult szláv fejedelemség része volt, így itt is kialakultak ebben az időben kisebb telepek. A mai település Esztergályhorváti Nagyhorváti és Esztergály 1966-os egyesítéséből jött létre.
Esztergály első említése egy 1019-es szent istváni oklevélen történik, Vzturgar néven. Horváti említése is a 13. századból származik. A törökök 1531-től pusztítottak a területen. 1568-ban Esztergály teljesen elpusztult, de Nagyhorváti mindvégig lakott maradt.
1750-ben Mária Terézia németekkel telepítette újra Esztergályt, a zalavári apátság birtokát. Horváti birtokosa a Rajky család volt, földjei mocsarasok voltak.
A két település komolyabb fejlődése csak az 1900-as években indulhatott meg, amikor megindult a Kis-Balaton lecsapolása, és így értékes mezőgazdasági területekhez juthattak a faluk, új megélhetési formát biztosítva a korábbi halászatból élő családoknak.
Az 1945-ös földreform során szinte alig osztottak szét földet, azt is igazságtalanul, így sokan elköltöztek a falvakból, és az elvándorlás továbbra is jelentős maradt. Az 1990-es években nagy ütemben épült ki az infrastruktúra, és a falu egy üdülőövezet kialakításában látja a fejlődés lehetőségét.
2007-ig a Keszthely–Hévízi kistérséghez tartozott.

## Közélete

### Polgármesterei
- 1990–1994: Kocsis Lajos (független)[4]
- 1994–1998: Kocsis Lajos (független)[5]
- 1998–2002: Kocsis Lajos (független)[6]
- 2002–2006: Kocsis Lajos (független)[7]
- 2006–2010: Kocsis Lajos (független)[8]
- 2010–2014: Kocsis Lajos (független)[9]
- 2014–2019: Rékasi Csabáné (független)[10]
- 2020–2024: Brunner Tibor Kálmán (független)[11]
- 2024– : Brunner Tibor Kálmán (független)[1]

A településen a 2019. október 13-án tartott önkormányzati választás után, a polgármester-választás tekintetében nem lehetett eredményt hirdetni, mert szavazategyenlőség alakult ki az első helyen, a négy jelölt közül kettő, Brunner Tibor Kálmán és Farkas Tibor között. Az emiatt szükségessé vált időközi választást 2020. január 12-én tartották meg, ezen mind a négy korábbi jelölt elindult, de Brunner Tibor Kálmán több mint másfélszeresére tudta növelni szavazatainak számát, amivel magabiztosan szerezte meg a győzelmet.

## Népesség
A település népességének változása:
| Lakosok száma | 454  | 447  | 429  | 386  | 400  | 414  | 431  |
|               | 2013 | 2014 | 2015 | 2021 | 2022 | 2023 | 2024 |

A 2011-es népszámlálás idején a nemzetiségi megoszlás a következő volt: magyar 81,3%, cigány 11,6%, német 6,3%. A lakosok 84,2%-a római katolikusnak, 1,6% reformátusnak, 7,89% felekezeten kívülinek vallotta magát (6% nem nyilatkozott).
2022-ben a lakosság 88,3%-a vallotta magát magyarnak, 4,8% németnek, 1,8% cigánynak, 0,3% románnak, 2,5% egyéb, nem hazai nemzetiségűnek (8,5% nem nyilatkozott; a kettős identitások miatt a végösszeg nagyobb lehet 100%-nál). Vallásuk szerint 47,3% volt római katolikus, 1% református, 0,5% evangélikus, 0,5% egyéb keresztény, 0,8% egyéb katolikus, 7,5% felekezeten kívüli (42,3% nem válaszolt).

## Nevezetességei
- Karoling kori temető (Alsóbárándpusztán)